# Emanuela Munerato
Emanuela Munerato (Lendinara, 6 gennaio 1966) è una politica italiana.

## Biografia
Munerato è stata dipendente della Contifil, un'azienda che produce fibre tessili, dove è stata rappresentante sindacale (RSU) per la CGIL.
Sposata nel 1998 con Matteo Ferrari, dirigente della Lega Nord di Lendinara, alle elezioni politiche del 2008 è stata candidata in decima posizione nella lista della Lega Nord per la circoscrizione Veneto-1, "perché servivano i nomi di un po' di donne". risultando eletta. Ha dichiarato di ispirarsi alle politiche dei sindaci leghisti del Veneto: Gentilini, Tosi, Bitonci.
Risulta alla posizione 523° su 630 deputati per attività, mentre per quanto concerne le presenza nelle votazioni risulta presente il 96,13% delle volte. Munerato si è rifiutata di sottoporsi ai controlli anti-droga in Parlamento, dichiarandosi "quasi offesa".
Nel 2009 ha dichiarato un reddito di 96 000 euro, contro i 25 000 dichiarati nel 2007; risulta proprietaria di un fabbricato a Lendinara e uno a Roana, di un'auto Saab AB e di una Peugeot; è stata consigliere della società Casa Albergo per anziani di Lendinara dalla quale è decaduta per incompatibilità dal momento della nomina a deputato: non denuncia alcuna spesa.
Alle elezioni amministrative del 2009, Munerato si è presentata candidata sindaco al Comune di Lendinara con lista civica 'La Tua Lendinara-Lega Nord', arrivando seconda con 1.673 voti e tre consiglieri eletti.
Intervistata da Il Resto del Carlino, ha dato la seguente interpretazione dei colori della bandiera italiana: "Il verde la pianura, il bianco è la cristianità e la neve delle Alpi, mentre il rosso il sangue dei caduti"
Sempre nel 2011, si è schierata a favore della riconversione a carbone della centrale termoelettrica di Porto Tolle. Ha sostenuto che la provincia di Rovigo avrebbe dovuto essere esclusa dalla lista delle province al di sotto dei 300.000 abitanti da accorpare, in quanto lo spopolamento sarebbe stato dovuto all'alluvione del Polesine del novembre 1951.
Nel settembre 2011 è stata rimossa da capogruppo della Lega Nord in Consiglio Comunale di Lendinara per volontà del segretario provinciale Antonello Contiero, dopo che questi ha provveduto a commissariare la sezione comunale della Lega Nord
In ottobre ha organizzato un convegno, considerato un raduno della corrente interna alla Lega che fa capo a Roberto Maroni, pochi giorni dopo l'espulsione dalla Lega del marito, Matteo Ferrari, da parte del segretario provinciale Contiero, vicino ala fazione leghista di Bossi e Gobbo. Nel 2010 Munerato aveva sostenuto i 6 consiglieri su 8 (tra cui il marito Ferrari) che avevano sfiduciato Contiero
Nel suo intervento parlamentare del 16 dicembre 2011 ha espresso la sfiducia del suo gruppo parlamentare alla manovra economica del governo Monti indossando una tuta arancione da operaia, utilizzata nella sua attività lavorativa precedente.
Il 26 marzo 2015, assieme ad altri tre deputati e due senatrici, lascia la Lega Nord, a causa dell'espulsione di Flavio Tosi dal partito il 14 marzo, approdando quindi al Gruppo misto.
Il 22 luglio 2015 forma, assieme a Raffaela Bellot e Patrizia Bisinella, la componente del gruppo misto denominata "Fare!", che si ispira al neo movimento politico presentato da Tosi.
Munerato si ripresenta alle elezioni politiche del 2018 con la lista Noi Con L'Italia che raggruppa molteplici partiti di destra moderata e che fa parte della coalizione di centrodestra. Viene candidata al Senato nel listino plurinominale della circoscrizione Veneto 1 in terza posizione. La lista ottiene a livello nazionale l'1,19% dei voti, percentuale inferiore allo sbarramento del 3% necessario per entrare nel nuovo parlamento, e la senatrice non viene rieletta.
Ad ottobre 2019 decide di aderire al "Partito dei Veneti", una nuova formazione politica regionale che si propone di attuare forme di autonomia e di autogoverno e che riunisce una decina di liste indipendentiste in vista delle elezioni regionali del 2020.